# Сатурн (премія, 2015)
41-а церемонія вручення нагород премії «Сатурн» за заслуги в царині кінофантастики, зокрема в галузі наукової фантастики, фентезі та жахів за 2014 рік, яка відбулася 25 червня 2015 року.

## Лауреати і номінанти
Нижче наведено повний список номінантів та переможців. Переможці виділені жирним шрифтом.

### Фільми
| Найкращий актор | Найкраща акторка |
| --- | --- |
| - Кріс Претт — за роль Пітера Квілла / Зоряний Лорд у фільмі Вартові галактики - Том Круз — за роль майора/рядового Вільяма Кейджа у фільмі На межі майбутнього - Кріс Еванс — за роль Стіва Роджерса / Капітан Америка у фільмі Перший месник: Друга війна - Джейк Джилленгол — за роль Луї Блума у фільмі Стерв'ятник - Майкл Кітон — за роль Ріггана Томсона у фільмі Бердмен - Меттью Макконахі — за роль Купера у фільмі Інтерстеллар - Ден Стівенс — за роль Девіда Коллінза у фільмі Гість | - Розамунд Пайк — за роль Емі Елліотт-Данн у фільмі Загублена - Емілі Блант — за роль Рити Вратаскі у фільмі Грань майбутнього - Ессі Девіс — за роль Амелії у фільмі Бабадук - Енн Гетевей — за роль Амелії Бренд у фільмі Інтерстеллар - Анджеліна Джолі — за роль Малефісенти у фільмі Чаклунка - Дженніфер Лоуренс — за роль Кітнісс Евердін у фільмі Голодні ігри: Сойка-пересмішник. Частина 1 |
| Найкращий актор другого плану | Найкраща акторка другого плану |
| - Річард Армітедж — за роль Торіна Дубощита у фільмі Гобіт: Битва п'яти воїнств - Джош Бролін — за роль Крістіана Ф. «Біґфут» Бйорнсена у фільмі Вроджена вада - Семюел Лірой Джексон — за роль Ніколаса Ф'юрі у фільмі Перший месник: Друга війна - Енді Серкіс — за роль Цезара у фільмі Світанок планети мавп - Ентоні Макі — за роль Семуеля Вілсона / Сокіл у фільмі Перший месник: Друга війна - Дж. К. Сіммонс — за роль Теренса Флетчера у фільмі Одержимість                             | - Рене Руссо — за роль Ніни Роміни у фільмі Стерв'ятник - Джессіка Честейн — за роль Мерф у фільмі Інтерстеллар - Скарлетт Йоганссон — за роль Наталії Романової / «Чорна вдова» у фільмі Перший месник: Друга війна - Еванджелін Ліллі — за роль Тауріель у фільмі Хоббіт: Битва п'яти воїнств - Емма Стоун — за роль Сем Томпсон у фільмі Бердмен - Меріл Стріп — за роль відьми у фільмі У темному-темному лісі                                                                                                |
| Найкращий молодий актор чи акторка | Найкращий сценарій |
| - Маккензі Фой — за роль юної Амелії у фільмі Інтерстеллар - Ель Феннінг — за роль Аврори у фільмі Чаклунка - Хлоя Морец — за роль Тері / Аліни у фільмі Праведник - Тоні Револорі — за роль Зеро Мустафи у фільмі Готель «Ґранд Будапешт» - Коді Сміт-МакФі — за роль Олександра у фільмі Світанок планети мавп - Ной Вайзман — за роль Семюеля Ванніка у фільмі Бабадук | - Джонатан Нолан та Крістофер Нолан — Інтерстеллар - Вес Андерсон — Готель «Ґранд Будапешт» - Демієн Шазелл — Одержимість - Джеймс Френсіс Ґанн та Ніколь Перлман — Вартові галактики - Крістофер Маркус і Стівен Макфілі — Перший месник: Друга війна - Крістофер МакКуоррі, Джез Баттерворт, Джон-Генрі Баттерворт — На межі майбутнього - Френ Волш, Філіппа Боєнс, Пітер Джексон та Гільєрмо дель Торо — Хоббіт: Битва п'яти воїнств                                                                          |
| Найкращий режисер | Найкращий костюм |
| - Джеймс Ганн — Вартові галактики - Метт Рівз — Світанок планети мавп - Браян Сінгер — Люди Ікс: Дні минулого майбутнього - Алехандро Гонсалес Іньярріту — Бердмен - Ентоні Руссо та Джо Руссо — Перший месник: Друга війна - Даг Лайман — На межі майбутнього - Крістофер Нолан — Інтерстеллар | - Нгіла Діксон — Дракула. Невідома історія - Коллін Етвуд — У темному-темному лісі - Олександра Бірн — Вартові галактики - Анна Б. Шеппард — Чаклунка - Дженті Йейтс — Вихід: Боги та царі - Луїза Мінгенбах — Люди Ікс: Дні минулого майбутнього |
| Найкращий грим | Найкращі спецефекти |
| - Девід Уайт і Елізабет Янні-Георгіу — Вартові галактики - Пітер Кінг, Рік Фіндлейтер та Джіно Асеведо — Хоббіт: Битва п'яти воїнств - Адріан Моро та Норма Хілл-Паттон — Люди Ікс: Дні минулого майбутнього - Пітер Кінг та Метью Сміт — У темному-темному лісі - Білл Терезакіс та Ліза Лав — Світанок планети мавп - Марк Кульє та Деніел Філліпс — Дракула. Невідома історія | - Пол Дж. Франклін, Ендрю Локлі, Ян Хантер та Скотт Р. Фішер — Інтерстеллар - Джо Леттері, Ерік Сейндон, Девід Клейтон та Р. Крістофер Уайт — Хоббіт: Битва п'яти воїнств - Гері Брозеніч, Нік Девіс, Джонатан Фокнер та Меттью Руло — На межі майбутнього - Джо Леттері, Ден Леммон, Деніел Барретт та Ерік Вінквіст — Світанок планети мавп - Ден ДеЛю, Рассел Ерл, Браян Грілл та Ден Судік — Перший месник: Друга війна - Стефан Черетті, Ніколас Айтаді, Джонатан Фокнер та Пол Корбоулд — Вартові галактики |
| Найкраща музика | Найкращий науково-фантастичний фільм |
| - Ганс Циммер — Інтерстеллар - Говард Шор — Хоббіт: Битва п'яти воїнств - Александр Деспла — Ґодзілла - Майкл Джаккіно — Світанок планети мавп - Генрі Джекмен — Перший месник: Друга війна - Джон Павелл — Як приборкати дракона 2 | - Інтерстеллар - Планета мавп: Революція - На межі майбутнього - Ґодзілла - Голодні ігри: Переспівниця. Частина І - Теорема Зеро |
| Найкращий пригодницький фільм або бойовик | Найкращий фентезійний фільм |
| - Нескорений - Вихід: Боги та царі - Ной - Крізь сніг - Люсі - Вроджена вада | - Хоббіт: Битва п'яти воїнств - Бердмен - Готель «Гранд Будапешт» - У темному-темному лісі - Чаклунка - Пригоди Паддінгтона |
| Найкращий фільм жахів | Найкращий анімаційний фільм |
| - Дракула. Невідома історія - Анабель - Бабадук - Роги - Виживуть тільки коханці - Чистка: Анархія | - Lego Фільм - Супер шістка - Сімейка монстрів - Як приборкати дракона 2 - Вітер дужчає |
| Найкращий фільм іноземною мовою | Найкраща робота художника-постановника |
| - Теорія всього - Люди-птахи - Голгофа - Форс-мажор - Піна днів - Відплата | - Натан Кроулі — Інтерстеллар - Джеймс Чинлунд — Світанок планети мавп - Адам Штокхаузен — Готель «Ґранд Будапешт» - Чарльз Вуд — Вартові галактики - Пітер Венхем — Перший месник: Друга війна - Денніс Гасснер — У темному-темному лісі |
| Найкращий монтаж | Найкращий незалежний фільм |
| - Джеймс Герберт та Лора Дженнінгс — На межі майбутнього - Вільям Голденберг та Тім Сквайрс — Нескорений - Джон Оттман — Люди Ікс: Дні минулого майбутнього - Фред Раскін, Х'юз Вінборн та Крейг Вуд — Вартові галактики - Джеффрі Форд та Метью Шмідт — Перший месник: Друга війна - Лі Сміт — Інтерстеллар | - Одержимість - Я — початок - Той, кого я люблю - Дволикий січень - Рояль - Найжорстокіший рік |
| Найкращий трилер | Найкращий фільм з коміксів |
| - Загублена - Американський снайпер - Праведник - Гість - Гра в імітацію - Стерв'ятник | - Вартові галактики - Нова Людина-павук 2. Висока напруга - Перший месник: Друга війна - Люди Ікс: Дні минулого майбутнього |

### Телебачення
| Найкращий телесеріал | Найкращий телесеріал, зроблений для кабельного телебачення |
| --- | --- |
| - Ганнібал (NBC) - Послідовники (Fox) - Чорний список (NBC) - Сонна лощина (Fox) - Грімм (NBC) - Підозрюваний (CBS) | - Пуститися берега (AMC) - Континуум (Syfy) - 12 мавп (Syfy) - Коли падають небеса (TNT) - Американська історія жаху: Шоу виродків (FX) - Штам (FX) - Салем (WGN America) |
| Найкращий телеактор | Найкраща телеакторка |
| - Г'ю Денсі — Ганнібал (NBC) за роль Вілла Ґрема - Ендрю Лінкольн — Ходячі мерці (AMC) за роль Ріка Граймса - Грант Гастін — Флеш (The CW) за роль Баррі Аллена / Флеш - Тобіас Мензіс — Чужоземка (Starz) за роль Френка Рендалла / Джека Рендалла - Ноа Вайлі — Коли падають небеса (TNT) за роль Тома Мейсона - Мадс Міккельсен — Ганнібал (NBC) за роль Ганнібала Лектера                            | - Катріна Балф — Чужоземка (Starz) за роль Клер Фрейзер - Джессіка Ленг — Американська історія жаху: Шоу виродків (FX) за роль Ельзи Марс - Гейлі Етвел — Агент Картер (ABC) за роль Маргарет Картер - Ребекка Ромейн — Бібліотекарі (TNT) за роль Єви Бейрд - Рейчел Ніколс — Континуум (Syfy) за роль Кіри Кемерон - Віра Фарміґа — Мотель Бейтсів (A&E) за роль Норми Бейтс               |
| Найкращий телеактор другого плану | Найкраща телеакторка другого плану |
| - Лоуренс Фішберн — Ганнібал (NBC) за роль Джека Кроуфорда - Кіт Герінгтон — Гра престолів (HBO) за роль Джона Сноу - Ерік Кнудсен — Континуум (SyFy) за роль Алека Седлера - Норман Рідус — Ходячі мерці (AMC) за роль Деріла Діксона - Річард Семмель — Штам (FX) за роль Томаса Ейхорста - Девід Бредлі — Штам (FX) за роль Авраама Сетракяна - Сем Г'юен — Чужоземка (Starz) за роль Джеймі Фрейзера | - Мелісса Мак-Брайд — Ходячі мерці (AMC) за роль Керол Пелетьєр - Каролін Давернас — Ганнібал (NBC) за роль Алани Блум - Лекса Дойг — Континуум (Syfy) за роль Соні Валентин - Емілі Кінні — Ходячі мерці (AMC) за роль Бет Грін - Емілія Кларк — Гра престолів (HBO) за роль Данерис Таргарієн - Дженна Коулман — Доктор Хто (BBC America) за роль Клари Освальд                            |
| Найкраща телевізійна презентація | Найкраща гостьова телероль |
| - Гра престолів (HBO) - Від заходу до світанку (El Rey Network) - Мотель Бейтсів (A&E) - Чужоземка (Starz) - Бібліотекарі (TNT) - Останній корабель (TNT) | - Вентворт Міллер — Флеш (The CW) за роль Леонарда Снарта/Капітан Холод - Майкл Пітт — Ганнібал (CBS) за роль Мейсона Верджера - Ендрю Вест — Ходячі мерці (AMC) за роль Гарета - Ніл Патрік Гарріс — Американська історія жаху: Шоу виродків (FX) за роль Честера Креба - Домінік Купер — Агент Картер (ABC) за роль Говарда Старка - Джон Ларрокетт — Бібліотекарі (TNT) за роль Дженкінса |
| Найкращий телесеріал, орієнтований на молодь | Найкращий супергеройський телесеріал |
| - Сотня (The CW) - Щоденники вампіра (The CW) - Вовченя (MTV) - Доктор Хто (BBC America) - Надприродне (The CW) - Милі ошуканки (Freeform) | - Флеш (The CW) - Костянтин (NBC) - Стріла (The CW) - Ґотем (Fox) - Агент Картер (ABC) - Агенти Щ.И.Т. (ABC) |
| Найкращий молодий актор чи акторка в телесеріалі | |
| - Мейсі Вільямс — Гра престолів (HBO) за роль Арії Старк - Максим Лицар — Коли падають небеса (TNT) за роль Метта Мейсона - Чендлер Ріггз — Ходячі мерці (AMC) за роль Карла Граймса - Камрен Бікондова — Ґотем (Fox)за роль Селіни «Кішка» Кайл - Голлі Тейлор — Американці (FX) за роль Пейдж Дженнінгз - Тайлер Поузі — Вовченя (MTV) за роль Скота Маккола                                           | |

### Домашня колекція
| Найкращий DVD або Blu-ray фільм | Найкраща колекція DVD фільмів |
| --- | --- |
| - Дивний Томас - Вовчий Крік 2 - Білий птах в заметілі - Блакитна руїна - Таємниця Раґнарока - Внизу | - Хелловін (Повна колекція) - Стенлі Кубрик (Колекція шедеврів) - Toho Ґодзілла (Колекція) - Екзорцист (Повна антологія) - Universal Studios Класичні монстри (Повна колекція з 30 фільмів) - Стівен Спілберг (Директорська колекція) |
| Найкращий DVD або Blu-ray спецвипуск | Найкращий телевізійний DVD-реліз |
| - Нічний народ (Режисерська версія) - Техаська різанина бензопилою (Колекційне видання до 40-річчя) - Олександр (Остаточна версія) - Чаклун () - Хоббіт: Пустка Смога (Розширене видання) - Одного разу в Америці (Розширена режисерська версія) | - Твін Пікс: Вся таємниця - Чарівники і воїни (Повна серія) - Спартак (Повна серія) - Ганнібал (2 сезон) - Зоряний шлях: Наступне покоління (7 сезон) - Пригоди Мерліна (Повна серія) - Бетмен (Повний телесеріал)                    |

### Особливі нагороди
| Нагорода                                                | Лауреати            |
| ------------------------------------------------------- | ------------------- |
| Виставка артиста (Artist Showcase Award)                | • Ноа Вайлі         |
| Нагорода за прорив (Breakthrough Performance Award)     | • Грант Гастін Флеш |
| Премія імені Дена Кертіса (The Dan Curtis Legacy Award) | • Карлтон К'юз      |
| Спеціальна нагорода (Special Recognition Award)         | • Континуум         |